# Association sportive et culturelle de la SNIM
Maillots
Actualités
L'Association sportive et culturelle de la SNIM (en arabe : الجمعية الرياضية و الثقافية لاسنيم), plus couramment abrégé en ASC SNIM, est un club mauritanien de football fondé en 1976 et basé à Cansado, quartier de Nouadhibou, dans le nord du pays.
Le club, créé par la SNIM (Société nationale mauritanienne industrielle et minière), évolue actuellement en première division mauritanienne.

## Histoire
- 1992 : l'ASC SNIM gagne son premier titre, la Coupe de Mauritanie
- 1993 : première participation à une coupe africaine, la Coupe d'Afrique des vainqueurs de coupe
- 2002 : le club accède de nouveau à la première division
- 2008 : première participation à la Ligue des champions de la CAF

## Palmarès
| \| - Championnat de Mauritanie (2) : - Champion : 2008-09 et 2009-10. - Vice-champion : 2006-07. - Coupe de Mauritanie (3) : - Vainqueur : 1991-92, 2018-19, 2024. - Finaliste : 2011-12, 2013-14 et 2015-16. \| \| - Supercoupe de Mauritanie : - Finaliste : 2010. - Coupe de la Ligue Nationale : - Finaliste : 2011-12. \| |  | |
| - Championnat de Mauritanie (2) : - Champion : 2008-09 et 2009-10. - Vice-champion : 2006-07. - Coupe de Mauritanie (3) : - Vainqueur : 1991-92, 2018-19, 2024. - Finaliste : 2011-12, 2013-14 et 2015-16. |  | - Supercoupe de Mauritanie : - Finaliste : 2010. - Coupe de la Ligue Nationale : - Finaliste : 2011-12. |

## Personnalités du club

### Présidents du club
- Sidi Ould Cheikh Abdallahi
- Cheikh Mohamed Vadel
- Mohamed Taghiyoullah

### Entraîneurs du club
- Sidhi Ould Sidha
- Abdoulaye Oumar Diakite
- Moudou Niang